# HeliGraphix
HeliGraphix (in letzter Zeit oft bezeichnet als „Team HeliGraphix“) ist ein auf allen fünf Kontinenten agierendes Film- und Stuntteam, das sich auf Stunts und Filmaufnahmen mit RC-Helikoptern spezialisiert hat und diese in Form von nichtkommerziellen Eigenverfilmungen meist auf gängigen Videoportalen sowie auf zwei Direct-to-Video-DVDs veröffentlicht. Die Crew hält zahlreiche Rekorde mit dem Modellhubschrauber, ist Flugpionier für außergewöhnliche Flugmanöver, hat mit dem eigenproduzierten Kurzfilm World Scenic Flights zwei internationale Filmpreise erhalten und zieht mit ihren außergewöhnlichen Stunt- und Kurzfilmen regelmäßig ein bundesweites wie auch internationales Medienecho in der Fach- und Tagespresse nach sich. 2014 ist HeliGraphix auch erstmals in internationalen Infotainment- und Liveshow-Fernsehformaten zu sehen gewesen. Bis 2014 gab es ca. 110 Episoden zu sehen.

## Inhalte
In HeliGraphix-Kurzfilmen werden Stunt-Aktionen mit ferngelenkten Modellhubschraubern thematisiert. Teilweise existiert dabei eine Art Rahmenhandlung mit verschiedenen Crewmitgliedern, die nicht selten einen humoristischen Unterton aufweist. Die Stunts sind dabei in zwei Kategorien unterteilbar: Einerseits werden mit den Modellen oft unter Ausnutzung technischer Neuerungen des RC-Helikoptermodellflugs oder unter Nutzung von Eigenkonstruktionen Aktionen gezeigt, die im fliegerischen Grenzbereich sowie am Rande physikalischer Möglichkeiten liegen. Andererseits gehen die Protagonisten teilweise bewusst kalkulierte Risiken ein und leisten dabei zuweilen Pionierarbeit für bestimmte Flugmanöver.
HeliGraphix bringt mehrmals pro Jahr meist intensiv und längerfristig vorbereitete RC-Helikopterstuntfilme heraus, bislang wurden über 100 solcher Clips veröffentlicht. Mit Ausnahme der World Scenic Flights schlagen die Videos dabei oft einen komödiantischen Unterton an und werden dabei auch stets mit Kommentaren und Ansagen in englischer Sprache veröffentlicht, da HeliGraphix eine große Fangemeinde auch außerhalb des deutschsprachigen Raums hat. Zusätzlich veröffentlicht das Team wiederkehrend jedes Jahr einen traditionellen "Christmas-Fun"-Kurzfilm, in dem Helikopterstunts in einen Weihnachts- oder zumindest winterlichen oder wintersportlichen Bezug gestellt werden.
Der überwiegende Teil aller Stunt-Produktionen wird dabei zunächst auf heimischen Flugplätzen vorgetestet und so weit entwickelt, bis er technisch annähernd ausgereift ist und ein Gelingen unter hinreichend guten Bedingungen auch andernorts möglich erscheint. Anschließend wird der oftmals internationale Drehort aufgesucht und der Stunt hier dann unter Realbedingungen durchgeführt, wobei entsprechende Erlaubnisse, sofern erforderlich, zuvor eingeholt wurden. Da die Bedingungen nicht immer optimal sind, ergeben sich im Rahmen letztendlich erfolgreicher Projekte gelegentlich auch sehenswerte Fehlschläge.
Die Aktionen von HeliGraphix werden dabei regelmäßig in weltweit erscheinenden Fachzeitschriften publiziert und nachbereitet. Die Berichterstattung thematisiert dabei nicht nur die Aktionen und deren Schauwerte selber, sondern analysiert auch die (flug)physikalischen Besonderheiten im Rahmen der Stunts, so dass die besonderen Umstände und Schwierigkeiten der Flugmanöver herausgestellt werden.
Darüber hinaus erregen die Aktionen auch außerhalb Europas viel Aufmerksamkeit und führten teilweise zu einem positiven Medienecho in den jeweiligen Ländern, in denen HeliGraphix seine Filmdrehs gerade durchführte.

## Referenzfilm World Scenic Flights
→ siehe Hauptartikel World Scenic Flights
Der Film „World Scenic Flights“ innerhalb der HeliGraphix Reihe verfügt über keine Filmhandlung im konventionellen Sinne, sondern definiert sich durch auf den Hintergrund abgestimmte Kunstflugmanöver mit einem RC-Modellhubschrauber an Örtlichkeiten mit hohem Wiedererkennungswert, die eine kulturelle, nationale, bauwerkliche, geschichtliche oder landschaftliche Bedeutung haben.
Insgesamt wurde auf rund 30 Langstreckenflügen eine Reisedistanz von 150.000 km zurückgelegt, um die 33 Drehorte für die World Scenic Flights zu erreichen. Der resultierende Kurzfilm wurde auf mehreren internationalen Filmfestivals gezeigt und ist mit zwei Filmpreisen ausgezeichnet worden.

## Weltrekord: Erster bemannter RC-Helikopterflug (HULC-Stunt)

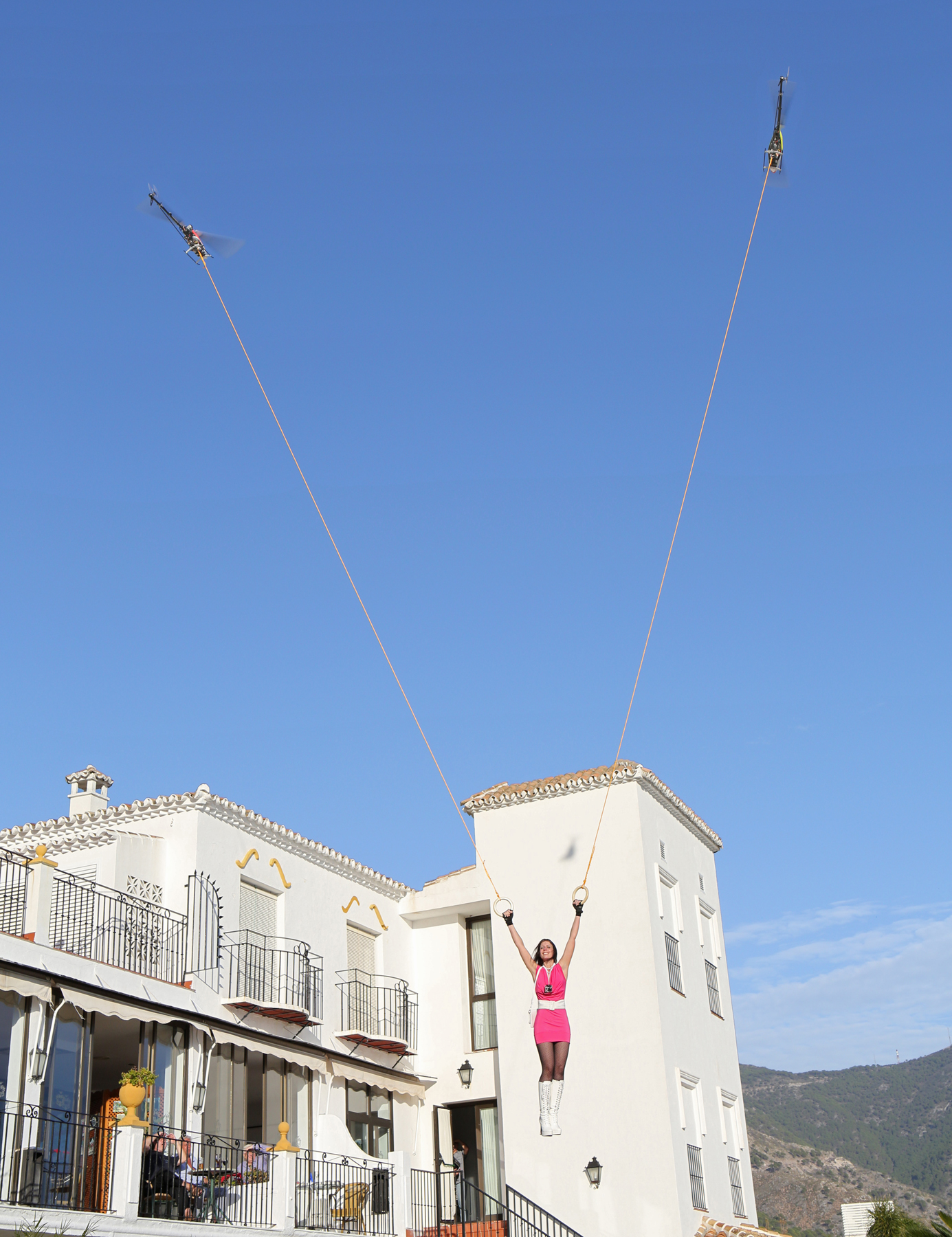
Erfolgreicher Rekordversuch 2014 mit enormem Medienecho: HeliGraphix Stuntfrau Oehmichen wird im "HULC-Stunt" von zwei RC-Helikoptern in der Luft gehalten

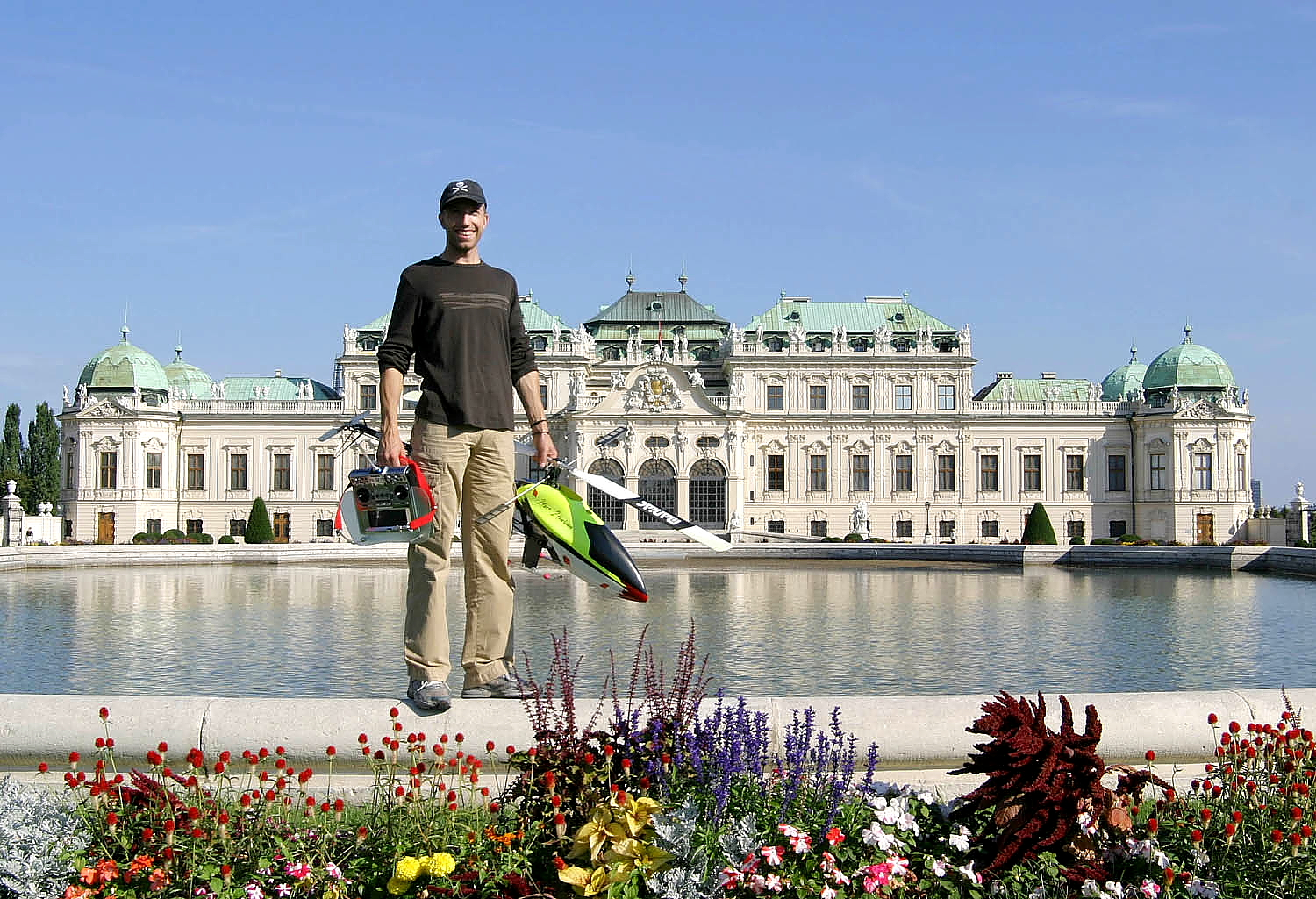
Regisseur, Stuntman und Gründungsmitglied Tobias U. Wagner mit seinem Filmhubschrauber im Rahmen des Filmdrehs zu den World Scenic Flights am Drehort Schloss Belvedere in Wien

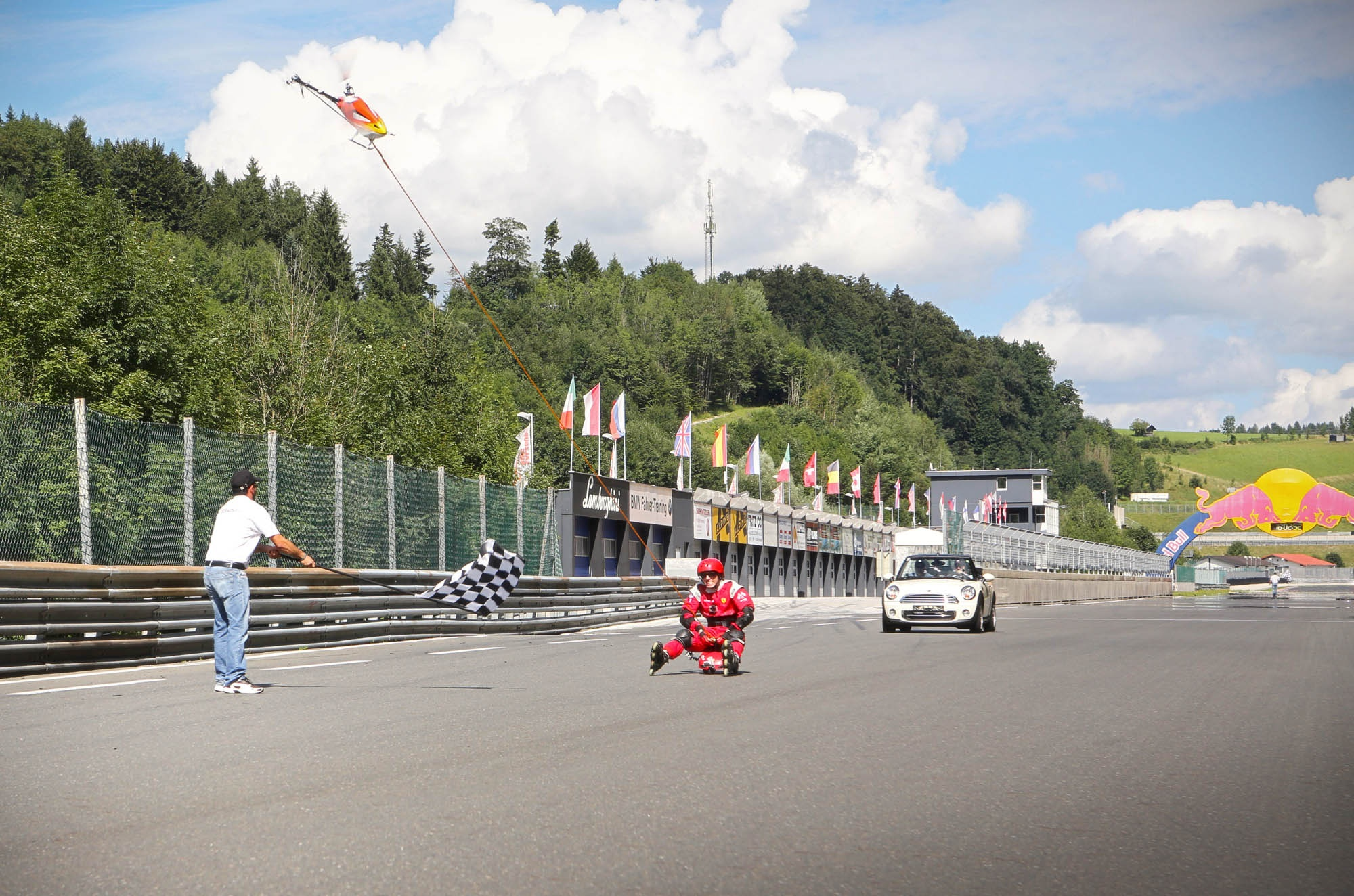
Stunt 2014: Ein RC-Hubschrauber beschleunigt einen Stuntman auf einem Bobbycar auf 75 km/h Endgeschwindigkeit auf dem Salzburgring. Begrenzender Faktor war die Fahrstabilität, nicht die Leistung des Hubschraubers

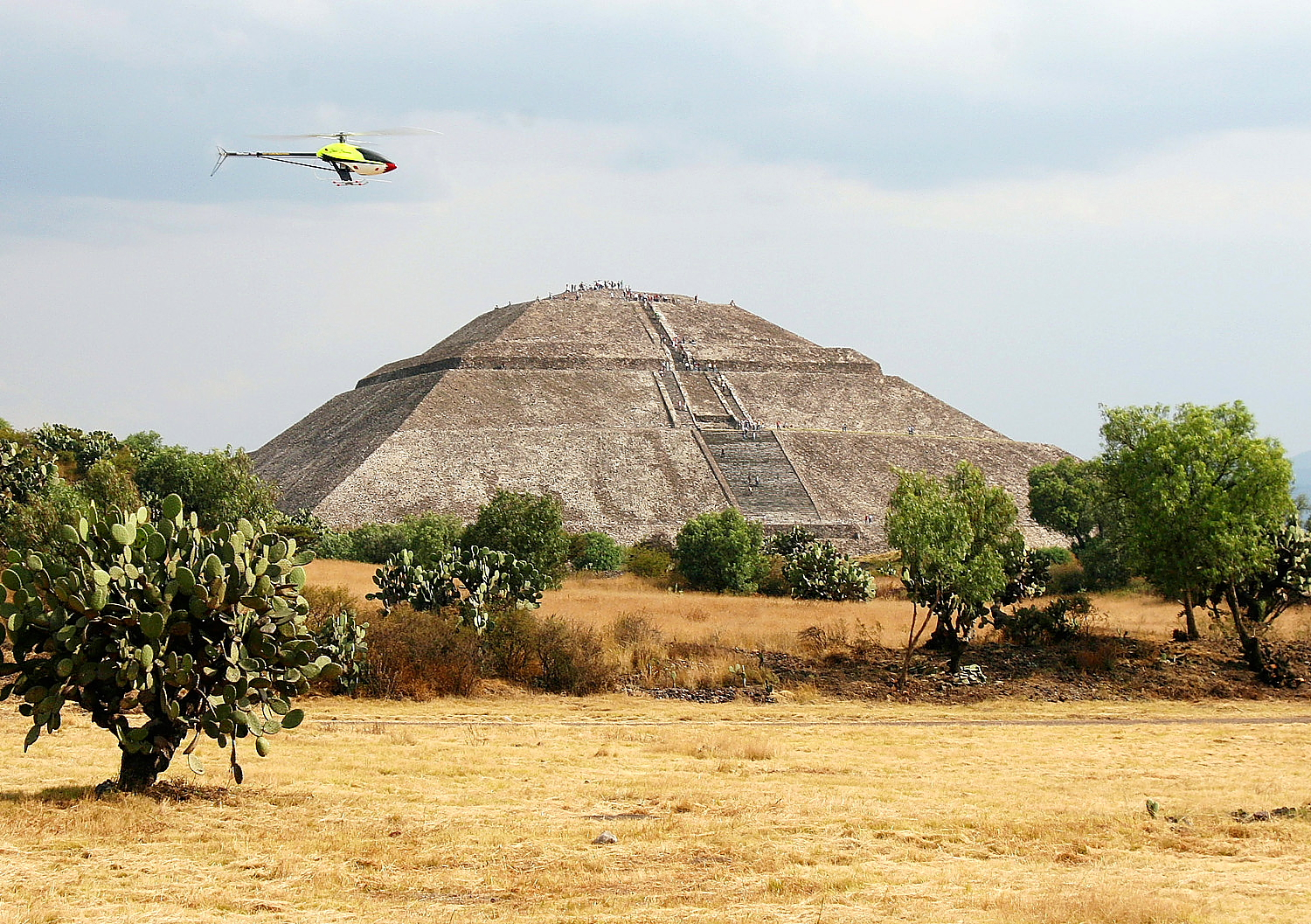
Einer der Filmhubschrauber vor der mexikanischen Sonnenpyramide von Teotihuacán

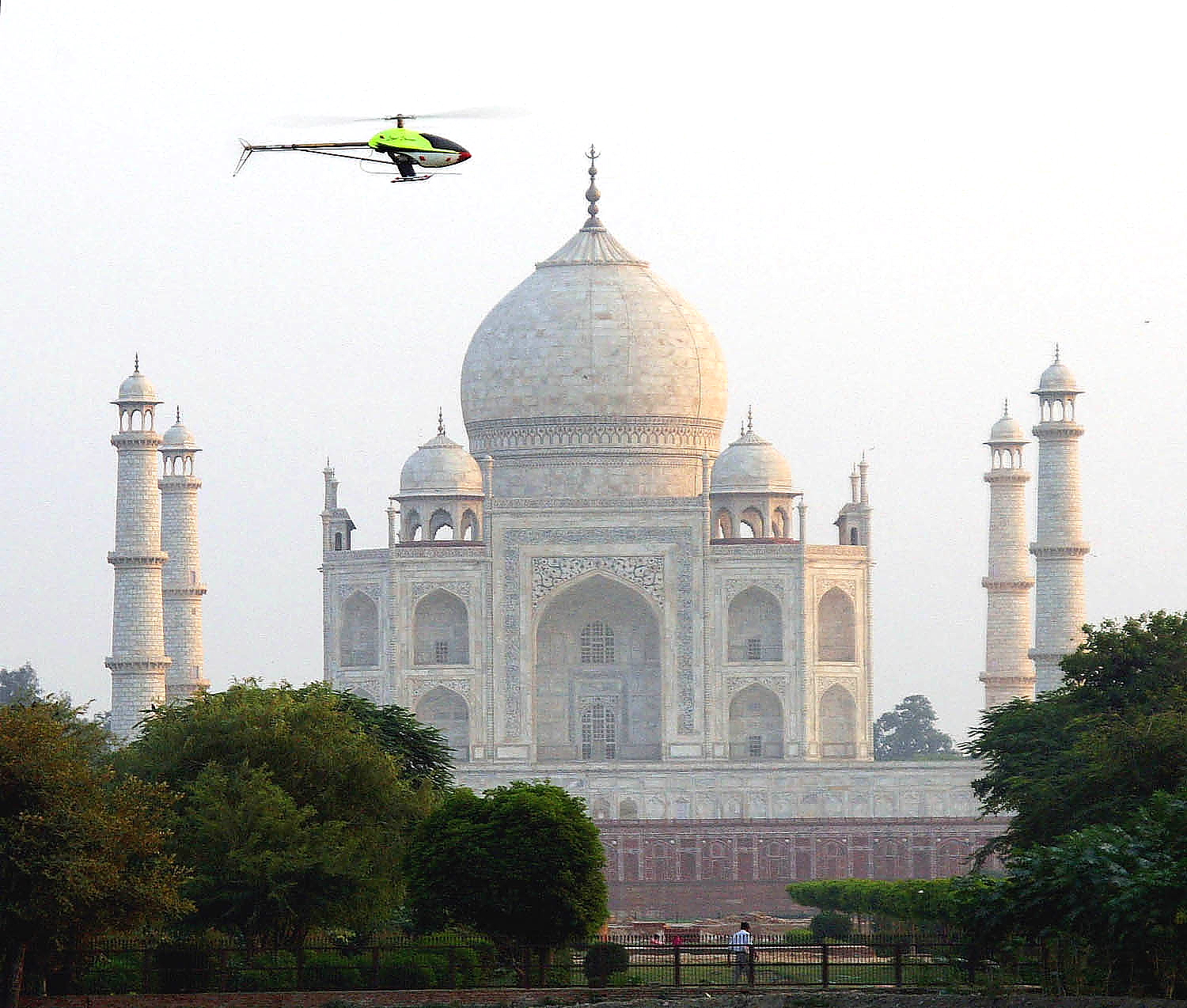
Einer der Filmhelikopter vor dem indischen Taj Mahal

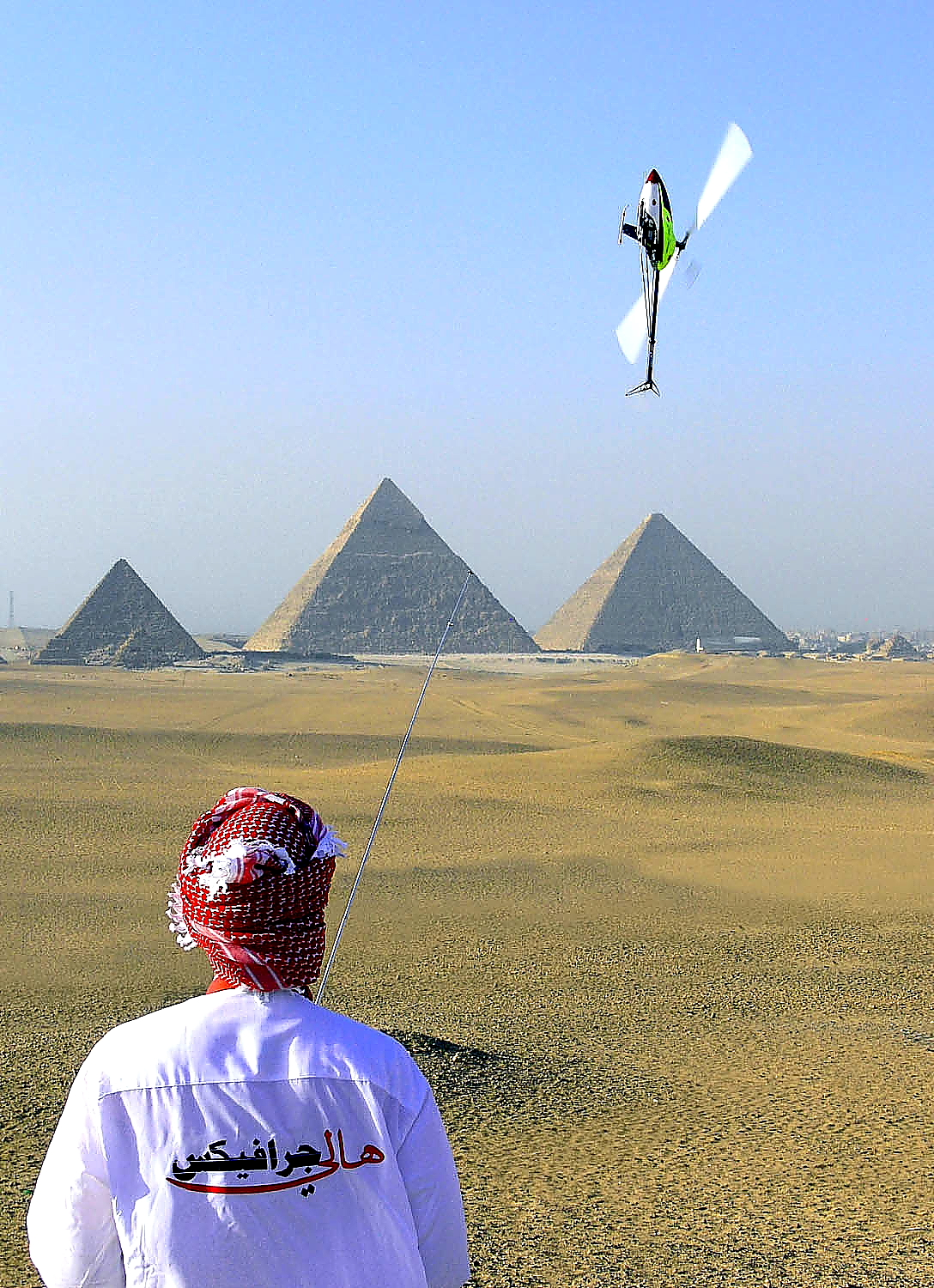
Tobias U. Wagner demonstriert verschiedene Flugmanöver vor den ägyptischen Pyramiden von Gizeh

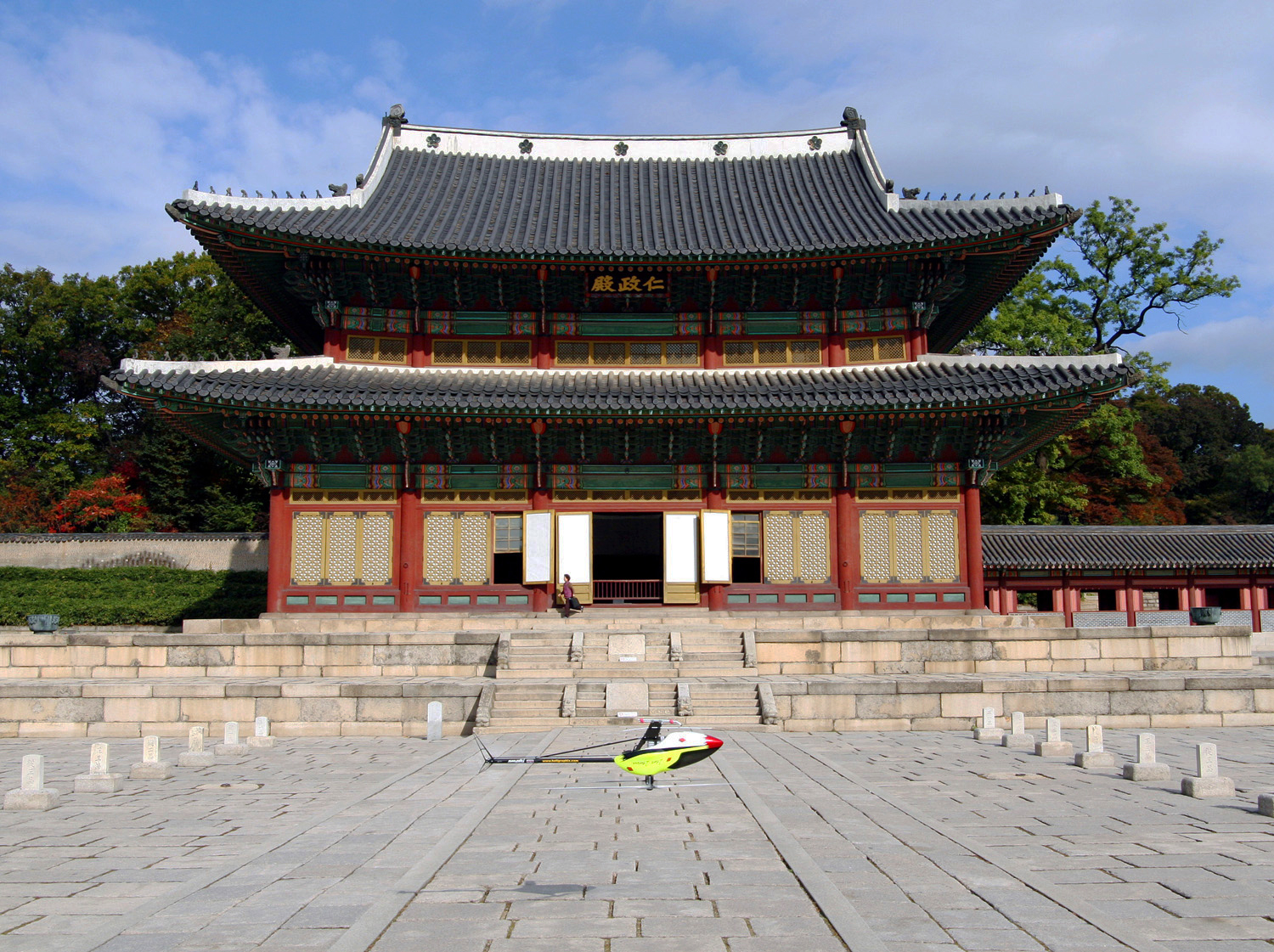
Einer der Filmhubschrauber am UNESCO-Weltkulturerbe Changdeokgung

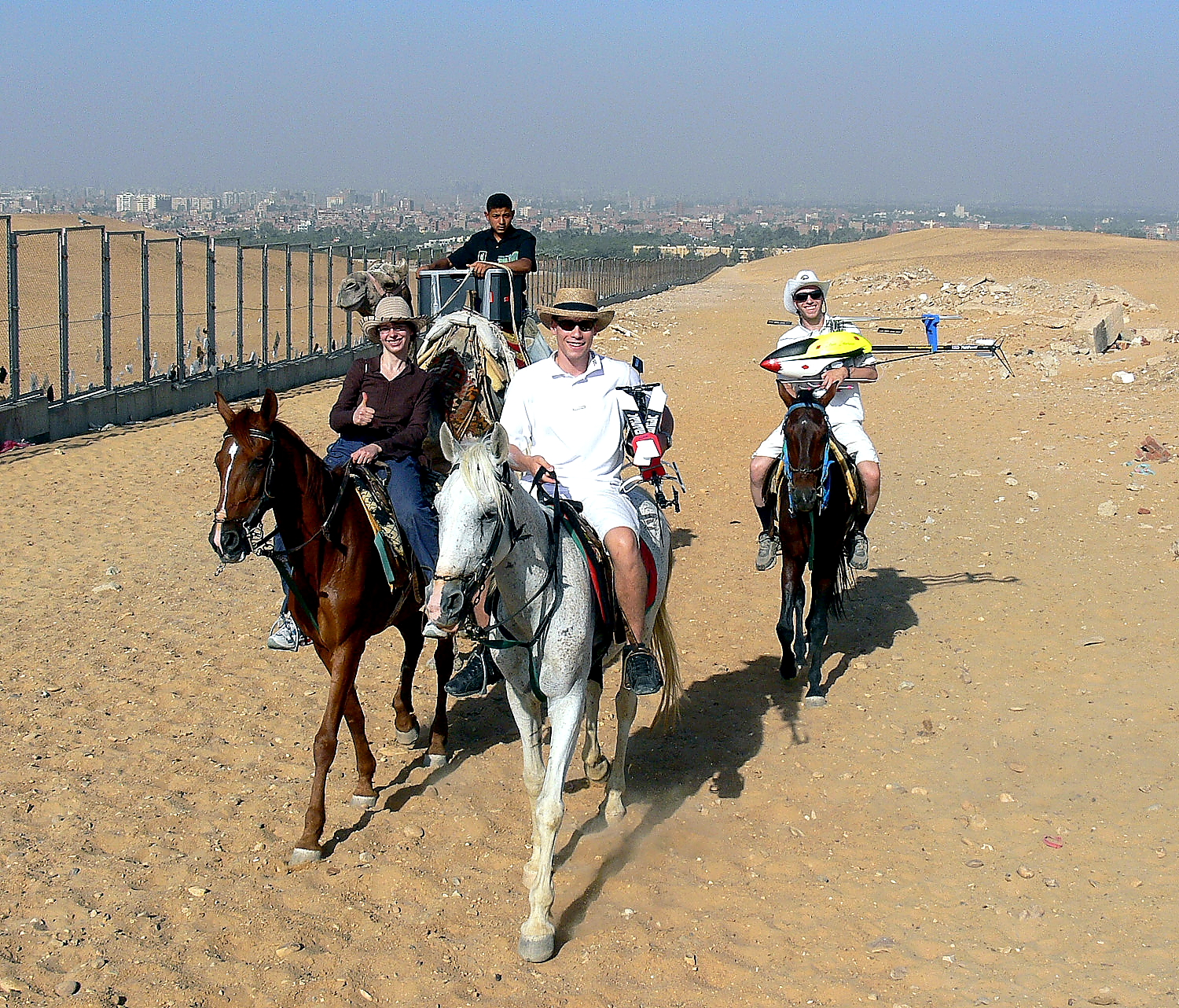
HeliGraphix auf dem Weg zum Drehort in Gizeh. Hier werden die logistischen Umstände des Filmprojektes World Scenic Flights ansatzweise deutlich

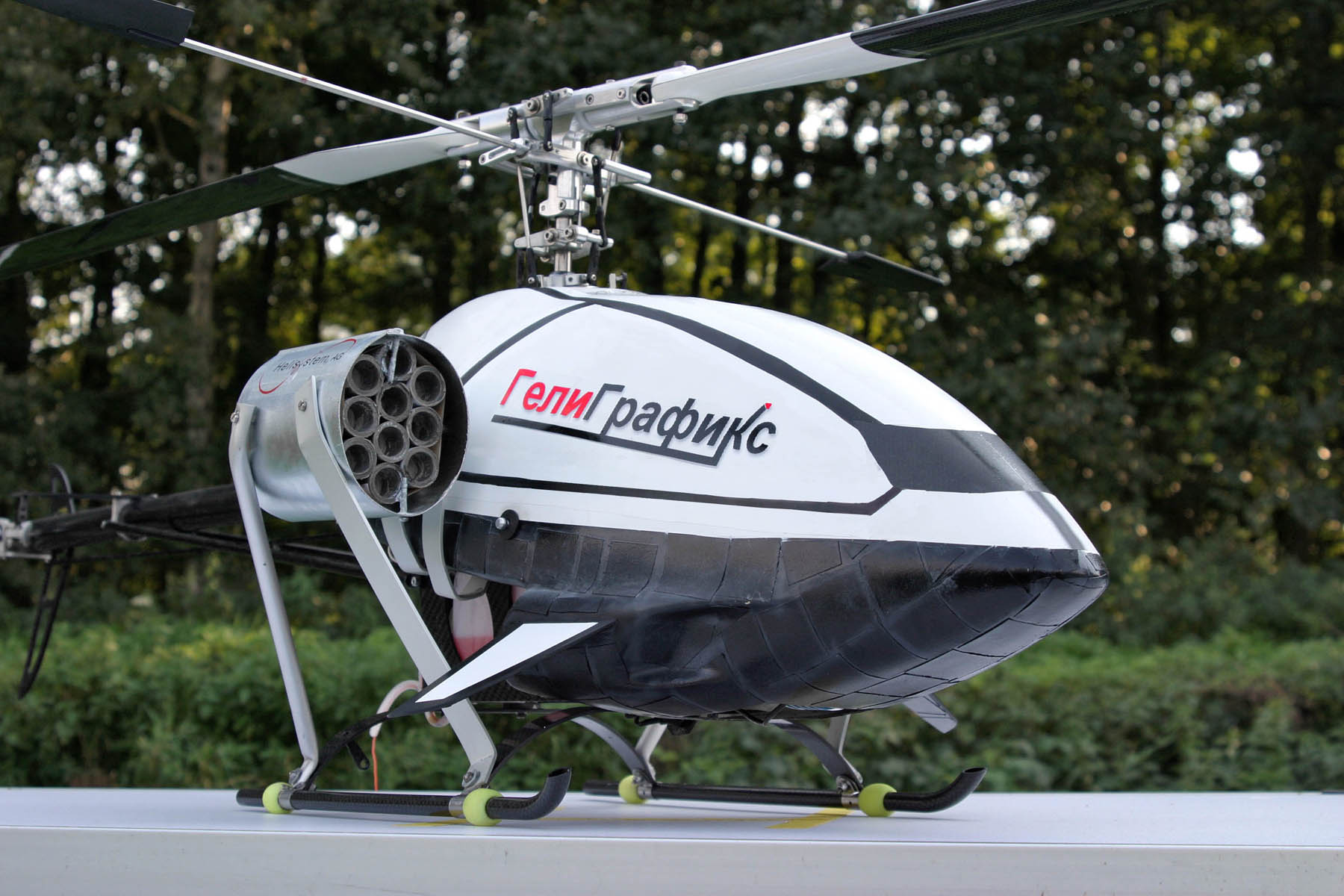
Der erste raketenbetriebene RC-Hubschrauber der Welt

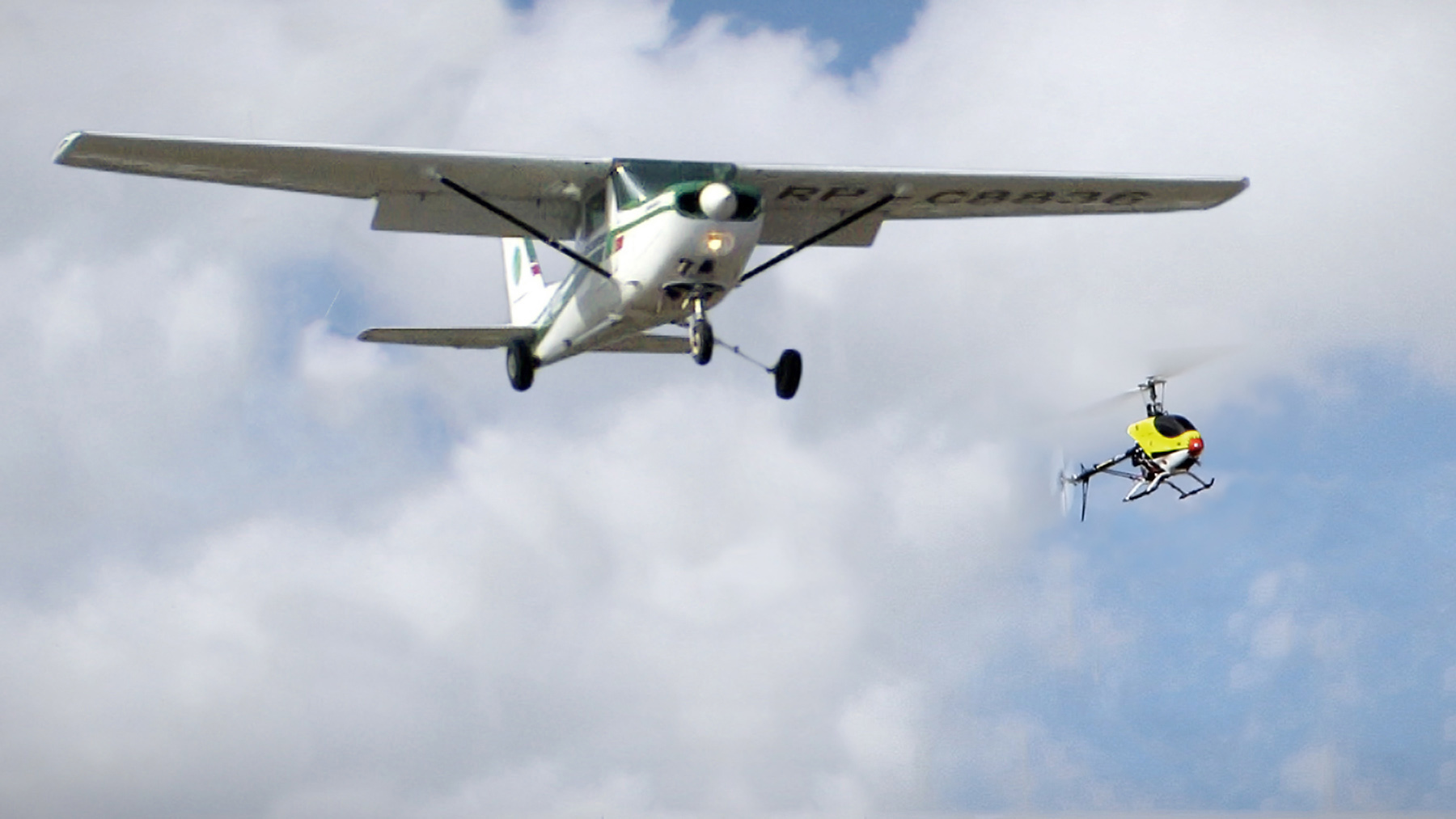
Eine weltweit bislang einmalige Aktion: Betrieb eines Modellhubschraubers aus einem fliegenden Flugzeug heraus

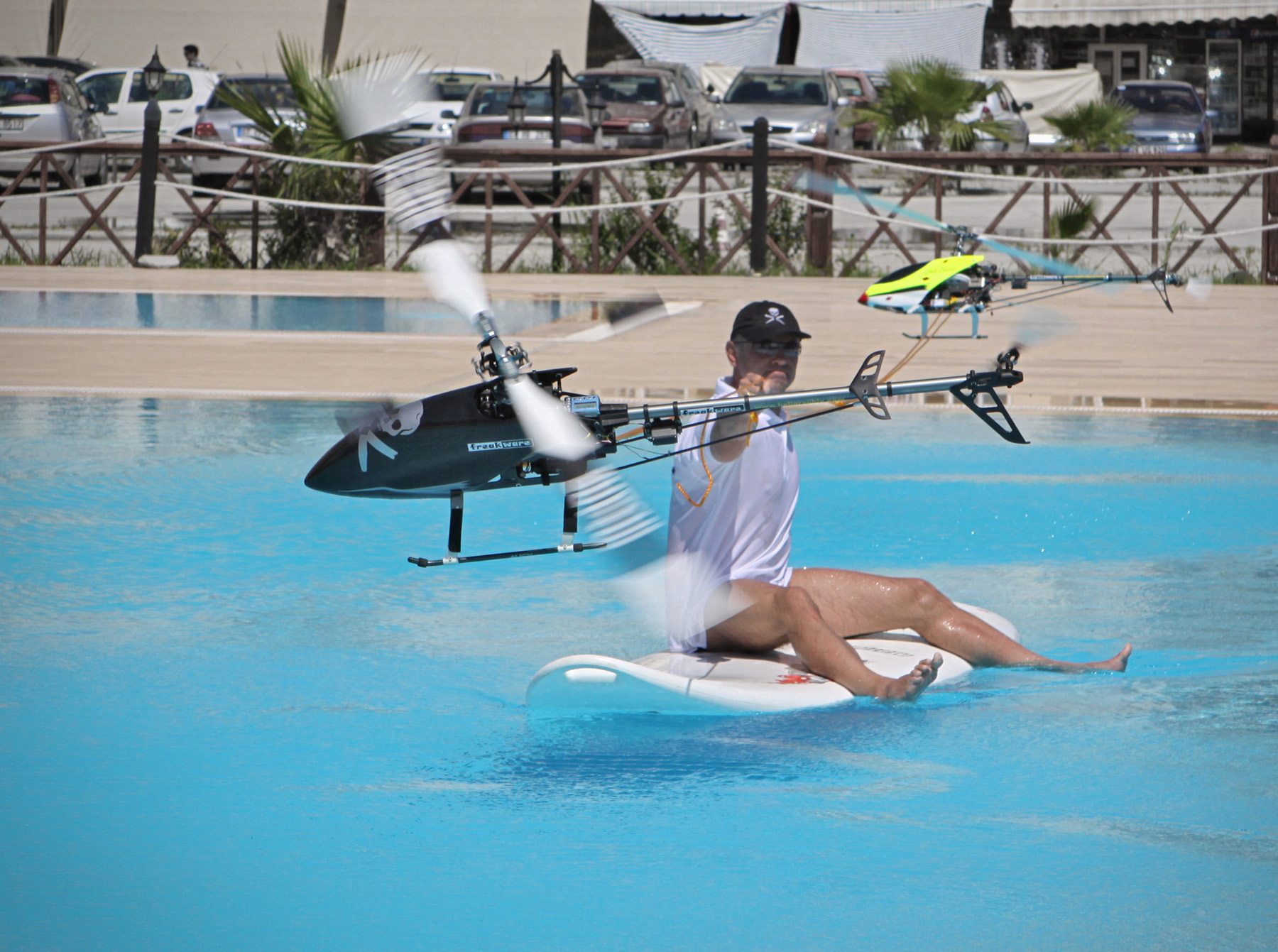
Brisanter Stunt mit zwei an kurzen Leinen gehaltenen RC-Helikoptern: Heli-Tauziehen

Mit dem Referenzprojekt HULC (Heavy Ultra-Lifter Crane) hat HeliGraphix ein Stück weit Luftfahrtgeschichte geschrieben und einen bislang einmaligen Weltrekord aufgestellt. Grundziel des Projektes war es, eine Person mit ferngelenkten Standard-Modellhelikoptern in die Luft zu befördern und für mehrere Sekunden in der Schwebe zu halten. Als günstigste Konfiguration erschien der Einsatz von genau zwei Maschinen, da mehr als zwei Flugmodelle ein schwer kalkulierbares Risiko in der Durchführung bedeutet hätten und die Flugkorridore für die einzelnen Maschinen zu beschränkt gewesen wären. Um nun mit lediglich zwei Maschinen eine Gesamtlast von ca. 60 kg befördern und zugleich möglichst Standard-Modellbauprodukte verwenden zu können, wurden gut vier Monate lang Entwicklungsarbeiten und Testflüge durchgeführt, gestützt auf theoretische Berechnungen. Als einzige sondergefertigte Komponenten kam man schließlich mit einem auf den benötigten Arbeitspunkt hin optimierten Elektromotor einschließlich zugehöriger Regelelektronik aus. Dieses Equipment konnte eine konstante Leistung von 10 kW (14 PS) zur Verfügung stellen und wurde mit einer modellbautypisch eher unüblichen Spannung von ca. 70 Volt betrieben, die durch 16 in Serie geschaltete Lithium-Polymer-Akkus erzeugt wurde. Die Akkukapazität limitierte die Flugzeit auf maximal rund 50 Sekunden, was in etwa auch der Zeit entsprach, welche die an Ringen hängende Person ihr Eigengewicht zu halten vermochte.
Während der Entwicklungsphase waren zunächst Tests im verkleinerten Maßstab durchgeführt worden, sprich mit kleineren Modellhelikoptern und geringeren Gewichten. Erst danach wurden die neu gebauten Maschinen zunehmend belastet und auf ihre Grenzen hin untersucht.
Schließlich führten Experimente mit ca. 30 kg Eisengewichten pro Maschine zum gewünschten Erfolg und waren an dieser Stelle schon ein Rekord, da es bislang mit einem RC-Helikopter der 700er-Klasse (ca. 1,60 Meter Rotordurchmesser und 6 kg Abfluggewicht) nicht gelungen war, derart schwere Lasten in die Luft zu befördern. Letztlich musste nur noch ein möglichst synchrones Fliegen einstudiert werden. Im Januar 2014 sollte der Stunt dann mehrfach glücken, so dass Stuntfrau Oehmichen als erste mit RC-Helikoptern durch die Luft beförderte Person schließlich Luftfahrtgeschichte schrieb. Das Gesamtgewicht, das die beiden Flugmodelle im Rahmen des Stunts zu ziehen hatten, betrug dabei etwa 56 kg. Bei späteren Flügen wurde auch eine männliche Person gehoben, deren Gewicht 60 kg betrug
Die Aktion fand viel Beachtung und zog ein massives nationales und internationales Medienecho nach sich.
Da die Leistung der verwendeten RC-Helikopter so außergewöhnlich war, wurde die Echtheit des Fluges von etlichen Szenefliegern und manchen Fachleuten angezweifelt, die Fotos als Fotomontagen und das Video als Videotrick vermutet. Durch das umfangreiche Dokumentationsmaterial unter anderem in den Social-Media-Kanälen von HeliGraphix sowie die öffentliche Wiederholung der erbrachten Leistung, u. a. für ein Filmteam des weltweit agierenden Discovery Channels (Discovery Communications), belegten jedoch unzweifelhaft die Echtheit. Allein diese für Ende 2014 bis Mitte 2015 geplante Ausstrahlung erreicht nach Angaben von Discovery ca. 75 Millionen TV-Zuschauer.

## Organisation, Darsteller und Crew
Die HeliGraphix-Darsteller wie auch das Filmteam stammen allesamt aus der RC-Modellhubschrauberszene.
HeliGraphix spaltet sich intern in die Sparten HeliGraphix und HeliGraphix Media auf.
Während HeliGraphix (vor allem in jüngerer Zeit als "Team HeliGraphix" bezeichnet) rein nicht-kommerziell agiert und für weltweite RC-Helikopteraktionen, RC-Filme, RC-Modellhubschraubervorführungen und Tests von Modell(teil)en und Accessoires in Fachzeitschriften verantwortlich zeichnet, produziert HeliGraphix Media im Wesentlichen Filme für technische Anwendungen.
Dabei profitieren beide Sparten voneinander, indem erworbene Fähigkeiten, Erfahrungen, Kenntnisse sowie teilweise auch Equipment bereichsübergreifend Anwendung finden. Als sichtbares Resultat wurden daher im Laufe der Zeit auch die HeliGraphix-Kurzfilme zunehmend aufwändiger und professioneller produziert.
HeliGraphix hat feste und wechselnde Mitglieder und präsentiert sich mittlerweile in der vierten Crewgeneration, wobei die Mitglieder keinen Unterschied zwischen Piloten, Protagonisten, Technik- und Kameraverantwortlichen machen, da sich die Aufgabenbereiche teilweise überschneiden und die Aufgaben auch oftmals innerhalb des Teams rotieren. Die Mitglieder setzen sich aus Naturwissenschaftlern, Technikern, Maschinenbauern, Geographen und Elektronikern zusammen, so dass die Planung und Durchführung der Stunts, Flugexperimente und Eigenbauflugversuche auf ein breites Gesamtspektrum an Kompetenzen zurückgreifen kann. Ergänzend bedient sich HeliGraphix für Auslandsprojekte oft ortsansässiger oder reiseerfahrener Berater (sog. "Local Consultants"), die über geografische, meteorologische oder landestypische Gegebenheiten Auskunft geben können und so die logistische Planung der jeweiligen Aktion unterstützen.

### Ständige Mitglieder
Die aktuelle Generation (2015) der ständigen Mitglieder besteht aus folgenden Mitgliedern:
- Tobias U. Wagner (Gründungsmitglied)
- Christoph W. Paulus
- Ali Ciftci
- Johann Maier
- Lukas Grunauer
- Richy Meichelböck

### Weitere Crewmitglieder
- Ingo Walter
- Nicolas Kaiser
- Manfred Bodanowitz
- Remo Pösinger
- Boris Matuschka
- Stefan Vollmannshauser
- Saskia D. Oehmichen
- Rainer Deragisch (Gründungsmitglied)
- Heinrich Wagner (Gründungsmitglied)

## Chronologie
HeliGraphix wurde im Jahre 2000 von Heinrich Wagner und Tobias U. Wagner (kein Verwandtschaftsgrad) ursprünglich zur Durchführung von Film-Aufnahmen gegründet, entwickelte sich jedoch schon 2003 in Richtung anspruchsvoller, nicht-kommerzieller Flugaktionen und Stunts. Eine grundsätzliche Verwandtheit zur MTV-Produktion Jackass zeigt das ähnliche Logo von HeliGraphix, ein Totenkopf mit gekreuzten Rotorblättern, dem Jolly Rotor. In Abgrenzung zu Jackass agiert HeliGraphix aber ausschließlich in der Helikoptersparte und hat somit durch den stetigen Gebrauch von RC-Modellhubschraubern ein eigenständiges Medienformat geschaffen, während Jackass nur sporadisch und erst viele Jahre nach der Gründung von HeliGraphix zwei Modellhubschrauberstunts in seine Produktionen integriert hat.
Tobias U. Wagner fliegt seit Jahren Modellhubschrauber und ist in der Szene für die Durchführung ausgefallener Flugaufgaben (insbesondere Rekordversuche) und die Beschreibung und Weiterentwicklung von 3D-Flugmanövern bekannt geworden. Wagner ist aufgrund seines Knowhows rund um die Materie Modellhubschrauber auch regelmäßig Autor von Fachartikeln in einschlägiger Fachpresse und teilt dort seine Flugerfahrungen dem Leser mit.
Auf dieser Basis brachte HeliGraphix mit wechselnden Crewmitgliedern seit 2003 mittlerweile über 100 Videoclips von Stunt-Aktionen heraus, die auf der eigenen Internetpräsenz oder in einschlägigen Internet-Videoportalen wie YouTube kostenlos veröffentlicht wurden. In der Modellflugszene fand dies teils erhebliche, zuweilen aber auch kritische Beachtung und führte darüber hinaus zu wiederholter Berichterstattung.
Für nachfolgend aufgeführte Stunts mit Modellhubschraubern und Aktionen ist HeliGraphix Rekordinhaber oder Erstausführer:
- 2002: Erste Deckenlandung der Welt
- 2004: Höchste g-Belastung eines RC-Helikopters: über 50 g
- 2004: Erster Wandstart der Welt
- 2005: Erste Wandlandung der Welt
- 2005: Erster raketengetriebenen RC-Modellhubschrauber
- 2007/2008: Bereisung von 33 Schauplätzen in 29 Ländern mit dem Modellhubschrauber – daraus resultierend:
- 2008: Kurzfilm World Scenic Flights
- 2012: Erster RC-Helikopter aus einem fliegenden Flugzeug heraus gesteuert
- 2014: Erste Personenbeförderung mit zwei RC-Helikoptern

## DVD-Veröffentlichungen
- 2006: DVD Remote Madness
- 2009: DVD Empire of Madness

## Auszeichnungen
HeliGraphix erhielt für den Referenzfilm World Scenic Flights, der auf mehreren Film-Festivals gezeigt und nominiert wurde, auf dem
SILA FEST 2009 (Silver Lake Filmfestival) den
- Blue Danube Award Special Approach[18]

sowie auf dem
MEXICO INTERNATIONAL FILM FESTIVAL 2010 den
- Bronze Palm Award[19]